# Doué-en-Anjou
Doué-en-Anjou ist eine französische Gemeinde mit 11.227 Einwohnern (Stand: 1. Januar 2022) im Département Maine-et-Loire in der Region Pays de la Loire. Sie gehört zum Arrondissement Saumur und zum Kanton Doué-en-Anjou.
Doué-en-Anjou wurde zum 30. Dezember 2016 als commune nouvelle aus den Gemeinden Brigné, Concourson-sur-Layon, Doué-la-Fontaine, Forges, Meigné, Montfort, Saint-Georges-sur-Layon und Les Verchers-sur-Layon gebildet. Der Verwaltungssitz befindet sich in Doué-la-Fontaine.

## Geographie
Doué-en-Anjou liegt etwa 35 Kilometer ostsüdöstlich des Stadtzentrums von Angers im Herzen des Regionalen Naturparks Loire-Anjou-Touraine. Der Layon durchquert die Gemeinde. Umgeben wird Doué-en-Anjou von den Nachbargemeinden Tuffalun im Norden und Nordwesten, Louresse-Rochemenier und Dénezé-sous-Doué im Norden, Verrie im Nordosten, Les Ulmes im Osten und Nordosten, Cizay-la-Madeleine und Brossay im Osten, Vaudelnay im Südosten, Le Puy-Notre-Dame und Saint-Macaire-du-Bois im Süden, Lys-Haut-Layon im Westen sowie Terranjou im Nordwesten.

## Gliederung
| Ortsteil                           | ehemaliger INSEE-Code | Fläche (km²) | Einwohnerzahl (2022) |
| ---------------------------------- | --------------------- | ------------ | -------------------- |
| Brigné                             | 49047                 | 14,63        | .0443                |
| Concourson-sur-Layon               | 49104                 | 18,21        | .0575                |
| Doué-la-Fontaine (Verwaltungssitz) | 49125                 | 35,90        | 7.863                |
| Forges                             | 49141                 | 09,01        | .0350                |
| Meigné                             | 49198                 | 13,19        | .0299                |
| Montfort                           | 49207                 | 04,41        | .086                 |
| Saint-Georges-sur-Layon            | 49282                 | 22,50        | .0758                |
| Les Verchers-sur-Layon             | 49365                 | 30,70        | .0853                |

## Sehenswürdigkeiten

### Brigné
- Kirche Saint-Aubin
- Kirche Notre-Dame-des-Sept-Douleurs in Linière
- Schloss Maurepart, seit 1993 Monument historique

### Concourson-sur-Layon
- Kirche
- Windmühle Les Bleuces
- Schloss und Domäne Les Rochettes

### Doué-la-Fontaine
Von besonderer historischer Bedeutung ist die Motte (sog. Festes Haus) bei Doué-la-Fontaine, die im 10. und 11. Jahrhundert errichtet wurde. Sie ist seit 1973 Monument historique. Ob es sich um die älteste steinerne Burganlage handelt, ist zweifelhaft.
- Château de Soulanger, seit 1986/1990 Monument historique
- Kirchen Saint-Denis, seit 1862 Monument historique, und Saint-Pierre
- Zoologischer Garten von Doué-la-Fontaine
- Theater Philippe Noiret
- Rathaus

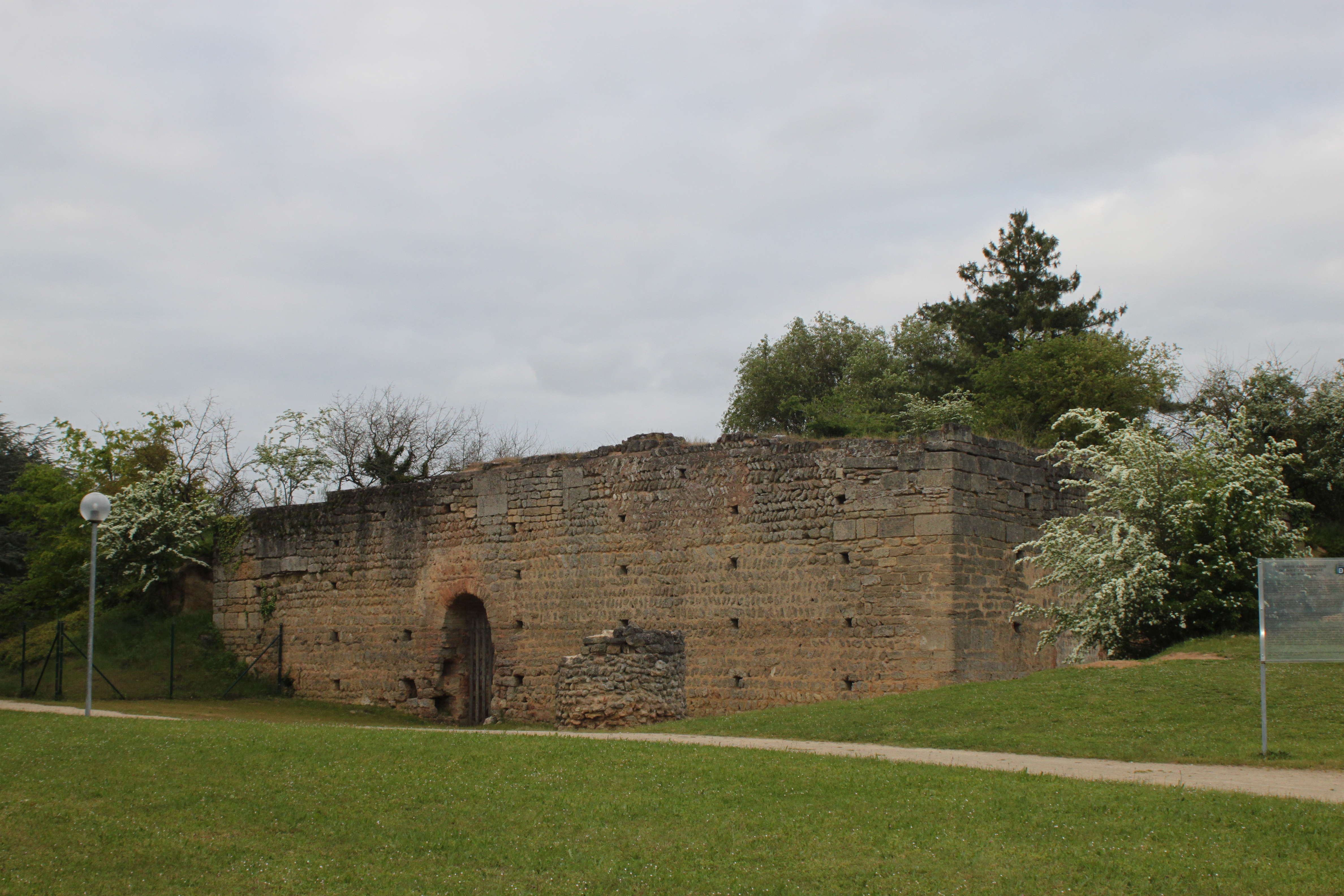
Ruine der karolingische Motte
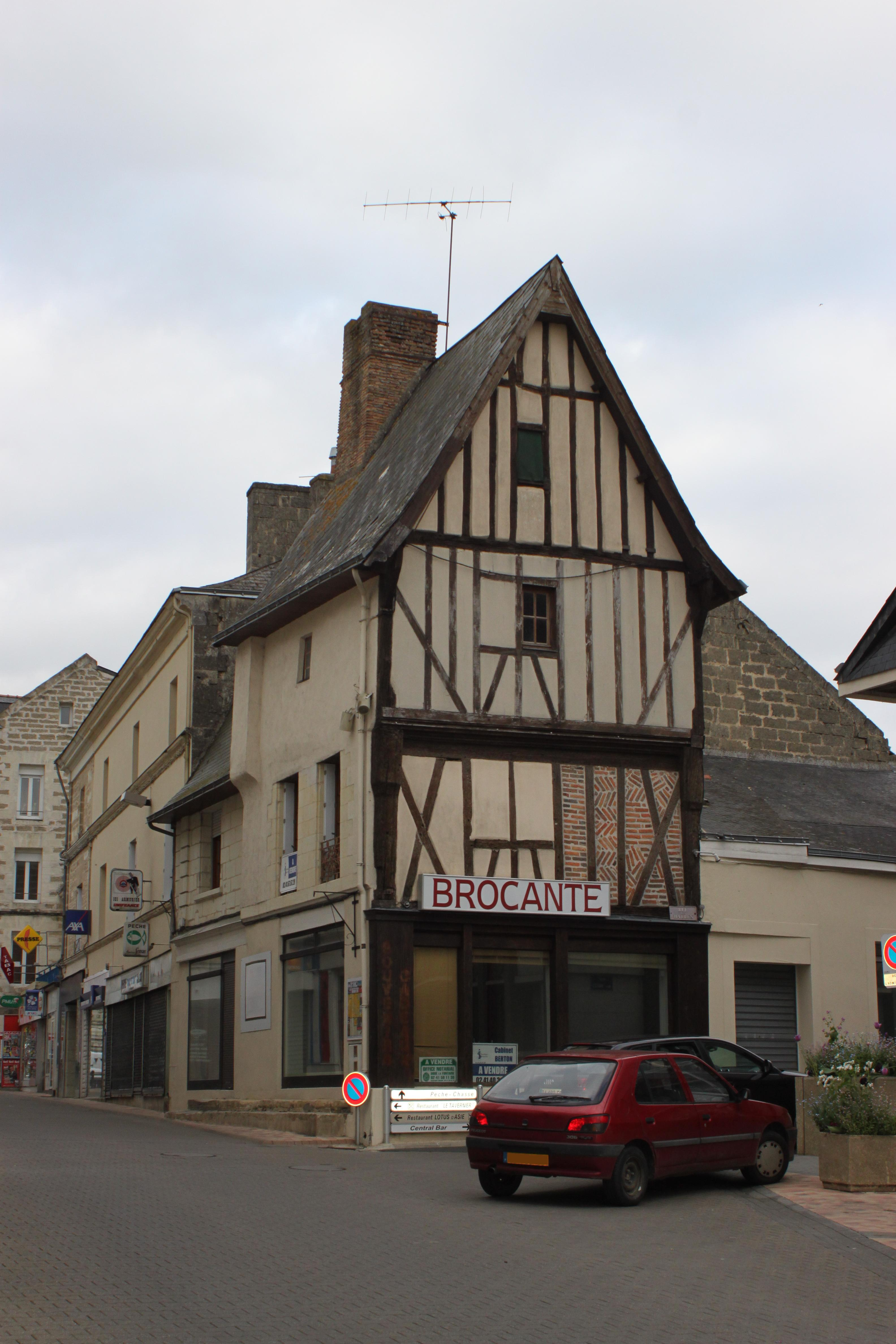
Kirche von Concourson-sur-Layon
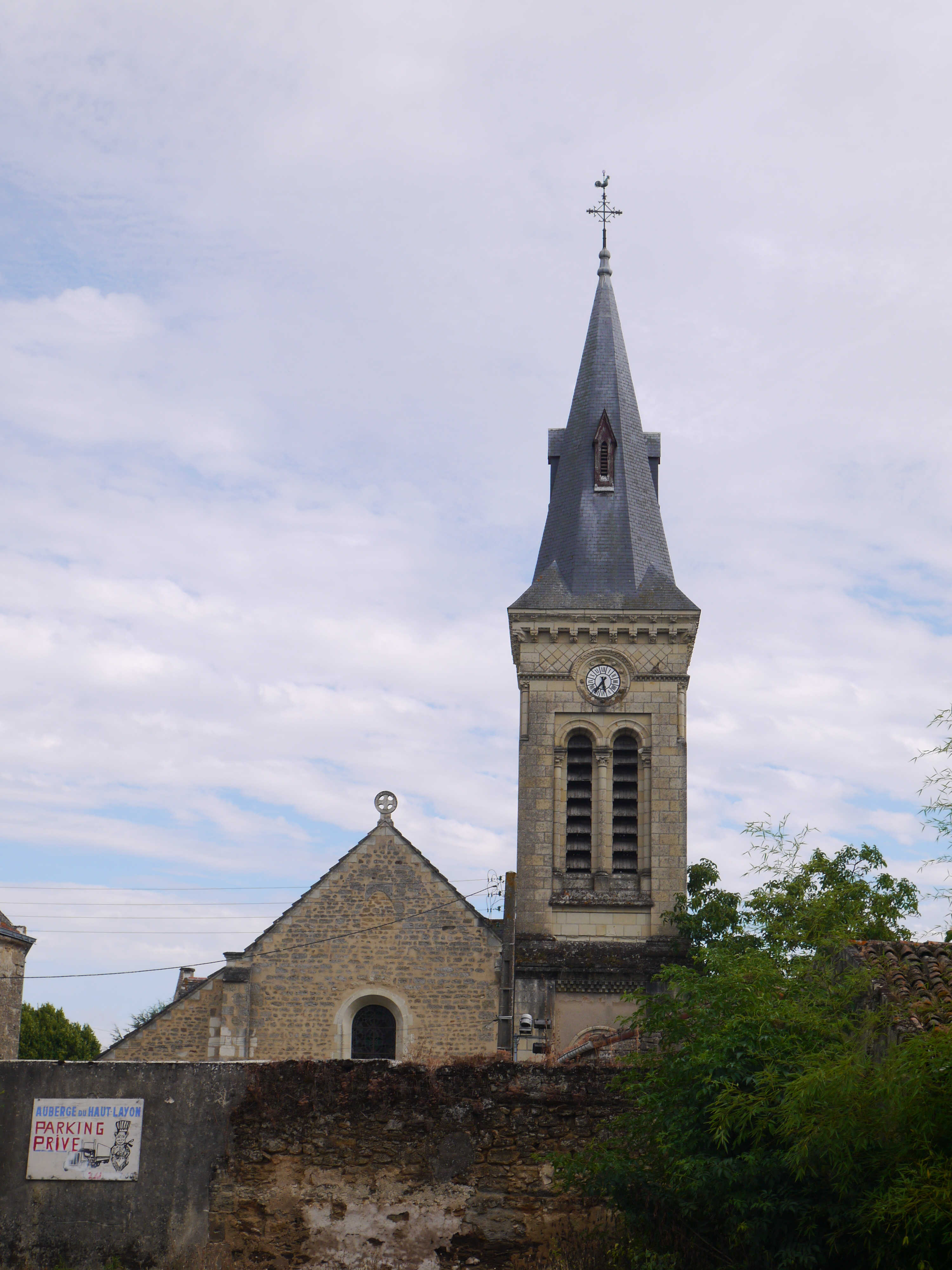
Kirche von Concourson-sur-Layon
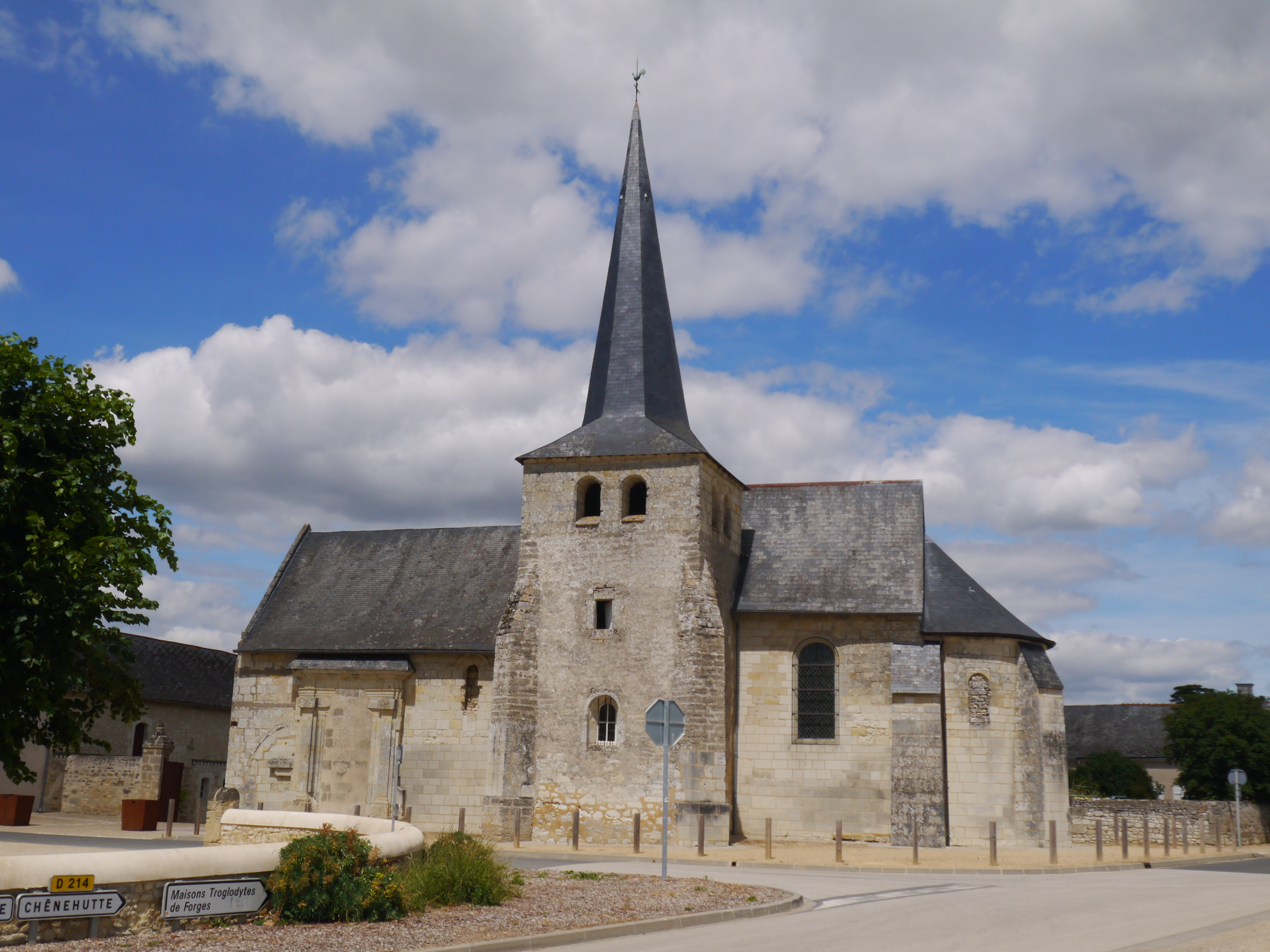
Kirche Saint-Laurent
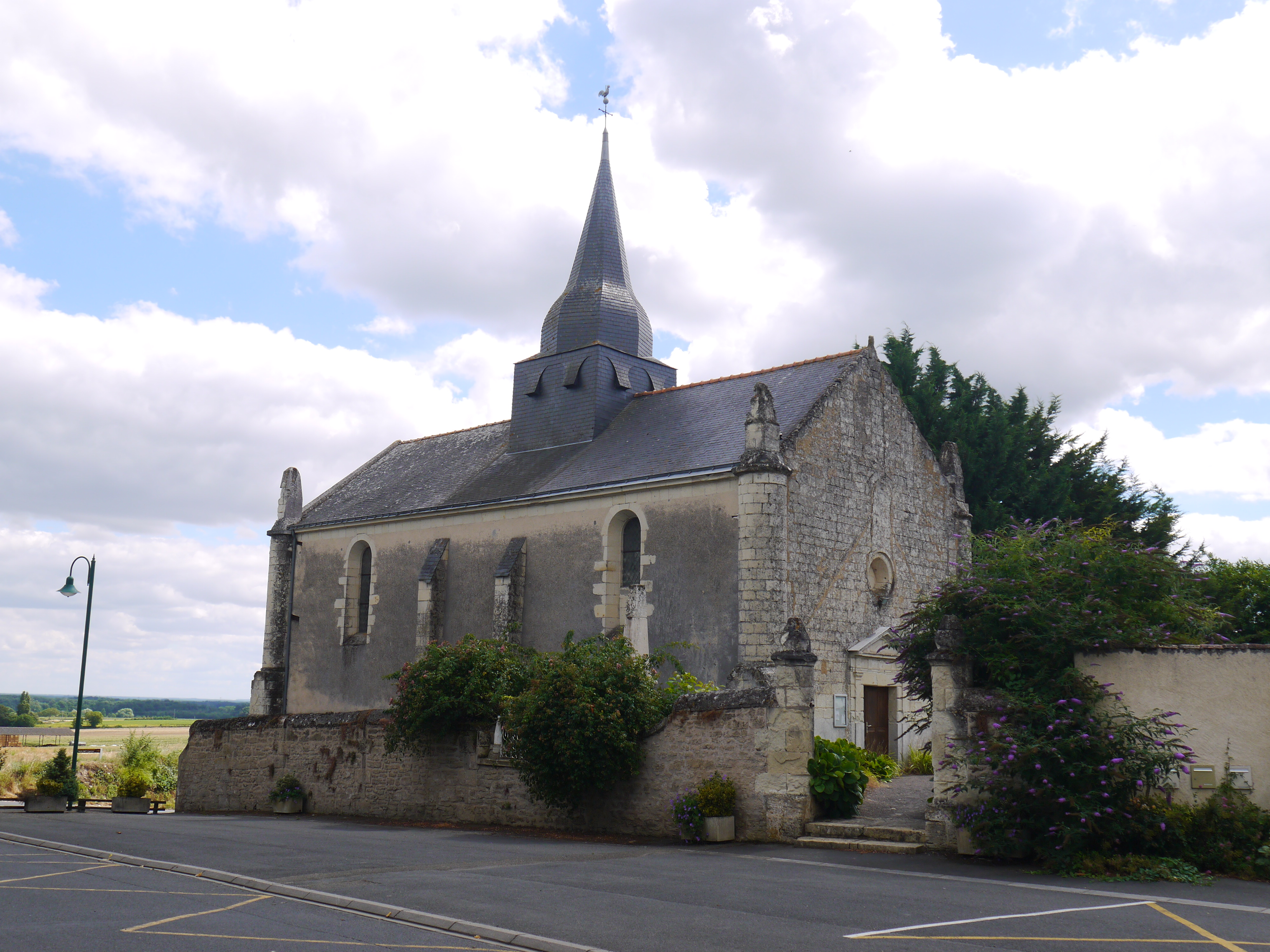
Kirche Saint-Hilaire
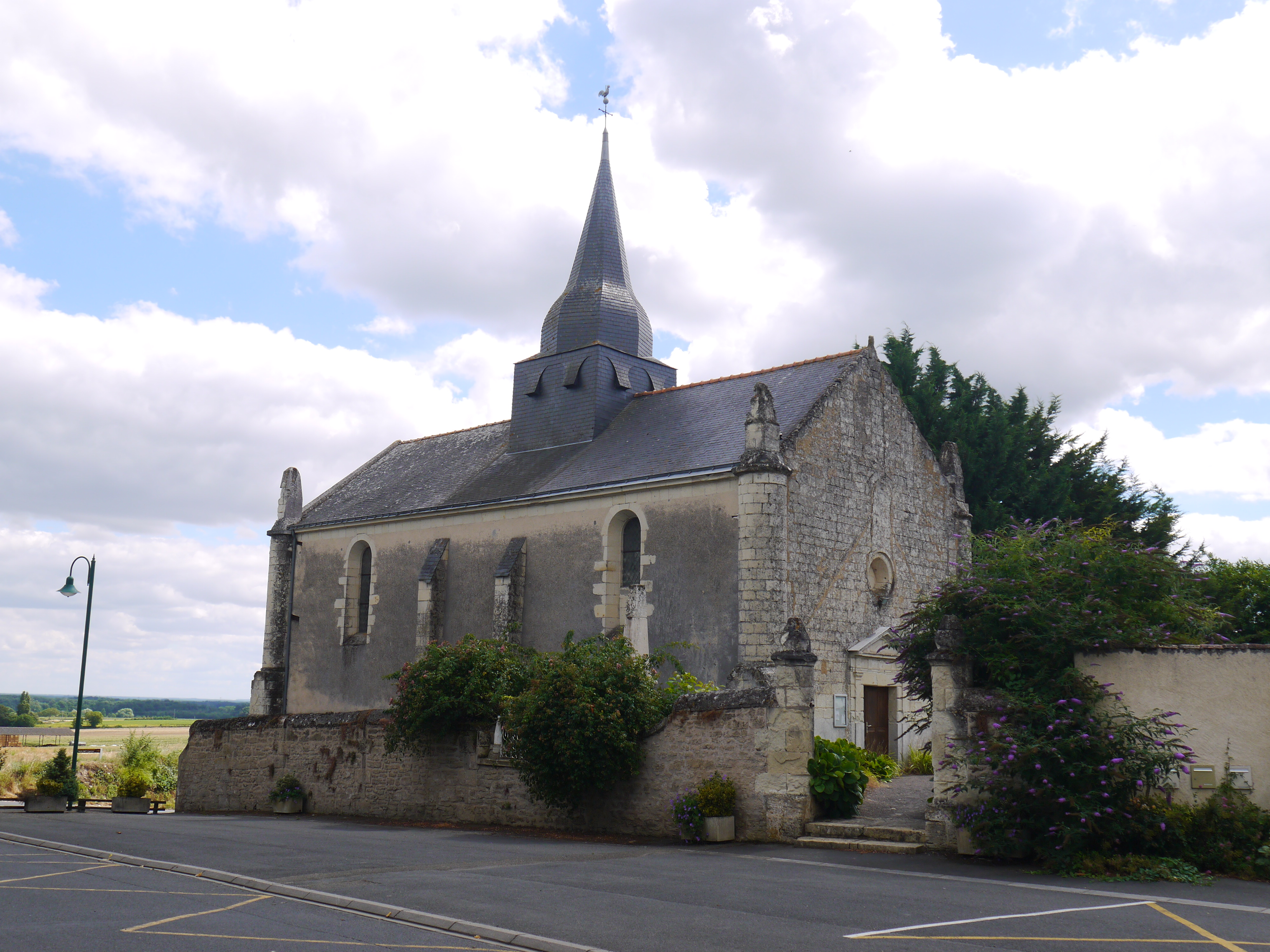
Kirche Saint-Hilaire

### Forges
- Kirche Saint-Laurent

### Meigné
- Kirche Saint-Pierre, seit 1974 Monument historique

### Montfort
- Kirche Saint-Hilaire, seit 1974 Monument historique

### Saint-Georges-sur-Layon
- Kirche Saint-Georges
- Schlösser Les Mines
- Herrenhaus Châtelaison

### Les Verchers-sur-Layon
- Schloss Bellevue aus dem 16. Jahrhundert
- Schloss Échuilly, 1730 erbaut, Monument historique seit 1992
- alte Kommanderie, seit 2005 Monument historique

## Persönlichkeiten
- Jean Alexandre Caffin (1751–1828), General der Infanterie
- Régis de Trobriand (1816–1897) aus Concourson-sur-Layon, Schriftsteller, General der Unionsarmee im Amerikanischen Bürgerkrieg
- Noël Roquevert (1892–1973), Schauspieler
- Pierre Matignon (1943–1987), Radrennfahrer aus Les Verchers-sur-Layon
- Francine Caron (* 1945), Schriftstellerin
- Anthony Réveillère (* 1979), Fußballspieler

## Kultur
Jährlich findet das Rosenfest statt. Doué-la-Fontaine gilt als französische Rosenhauptstadt.